# Łukasz Cyborowski
Łukasz Cyborowski (* 21. Juni 1980 in Legnica) ist ein polnischer Schachmeister.

## Leben
Cyborowski siegte oder belegte vordere Plätze in mehreren Turnieren: 3. Platz beim Turnier in Legnica (1996), 3. Platz bei der 58. polnischen Meisterschaft in Warschau (2001), 1.–2. Platz beim Open in Chojnice (2005), 1. Platz beim Turnier in Legnica (2005), 1. Platz beim Open in Chojnice (2006), 2. Platz beim Turnier in Myślibórz (2000) und 2.–3. Platz beim Open in Lubawka.
Seit 2003 trägt er den Großmeister-Titel.

## Mannschaftsschach

### Nationalmannschaft
Cyborowski nahm 2004 als zweiter Reservespieler der polnischen Mannschaft an der Schacholympiade teil.

### Vereine
In der polnischen Mannschaftsmeisterschaft spielte Cyborowski 1995 bei KS Miedź Legnica, von 2002 bis 2005 bei SS Polfa Grodzisk Mazowiecki, mit dem er auch 2003 am European Club Cup teilnahm, von 2006 bis 2009 bei AZS UMCS Lublin, 2010 und 2011 bei LKS Pasjonat Dankowice sowie 2012, 2016, 2018 und 2020 bei LKS Wrzos Międzyborów. Beste Ergebnisse waren sechs zweite Plätze, in der Einzelwertung erreichte er viermal das beste Ergebnis an seinem Brett (2002, 2004 und 2006 am zweiten Brett, 2009 am fünften Brett).
In der deutschen Schachbundesliga spielte Cyborowski von 2007 bis 2017 für die SG Trier, in der Saison 2019/20 spielt er für den SC Remagen-Sinzig in der 2. Bundesliga West. In der tschechischen Extraliga spielt Cyborowski seit 2012 für TJ Zikurda Turnov, in der britischen Four Nations Chess League seit 2018 für Manx Liberty.